# Saint Lucia ai Giochi della XXXII Olimpiade
Saint Lucia ha partecipato ai Giochi della XXXII Olimpiade, che si sono svolti a Tokyo, Giappone, dal 23 luglio all'8 agosto 2021 (inizialmente previsti dal 24 luglio al 9 agosto 2020 ma posticipati per la pandemia di COVID-19) con una delegazione di cinque atleti impegnati in tre discipline. Si è trattato della settima partecipazione consecutiva ai Giochi estivi.
Il presidente del Comitato Olimpico di Saint Lucia, Fortuna Belrose, subito dopo la conclusione dei giochi di Rio 2016 aveva dichiarato che molti atleti avrebbero iniziato immediatamente la preparazione atletica per le qualificazioni ai giochi olimpici del 2020.

## Delegazione
| Sport            | Uomini | Donne | Totale |
| ---------------- | ------ | ----- | ------ |
| Atletica leggera | 0      | 1     | 1      |
| Nuoto            | 1      | 1     | 2      |
| Vela             | 1      | 1     | 2      |
| Totale           | 2      | 3     | 5      |

## Risultati

### Atletica leggera
Femminile
Eventi su campo
| Atleta         | Evento        | Qualificazione | Qualificazione | Finale          | Finale          |
| Atleta         | Evento        | Risultato      | Posizione      | Risultato       | Posizione       |
| -------------- | ------------- | -------------- | -------------- | --------------- | --------------- |
| Levern Spencer | Salto in alto | 1,86           | 22ª            | Non qualificata | Non qualificata |

### Nuoto
| Atleta              | Evento                      | Batterie | Batterie  | Semifinali      | Semifinali      | Finale          | Finale          |
| Atleta              | Evento                      | Tempo    | Posizione | Tempo           | Posizione       | Tempo           | Posizione       |
| ------------------- | --------------------------- | -------- | --------- | --------------- | --------------- | --------------- | --------------- |
| Jean-Luc Zephir     | 100 m stile libero maschili | 51"94    | 54º       | Non qualificato | Non qualificato | Non qualificato | Non qualificato |
| Mikaili Charlemagne | 50 m stile libero femminili | 26"99    | 49ª       | Non qualificata | Non qualificata | Non qualificata | Non qualificata |

### Vela
| Atleta                  | Evento                 | Regata | Regata | Regata | Regata | Regata | Regata | Regata | Regata | Regata | Regata | Regata | Punteggio Totale | Punteggio Netto | Classifica |
| Atleta                  | Evento                 | 1      | 2      | 3      | 4      | 5      | 6      | 7      | 8      | 9      | 10     | M      | Punteggio Totale | Punteggio Netto | Classifica |
| ----------------------- | ---------------------- | ------ | ------ | ------ | ------ | ------ | ------ | ------ | ------ | ------ | ------ | ------ | ---------------- | --------------- | ---------- |
| Luc Chevrier            | Laser maschile         | 30     | 34     | 32     | 33     | 34     | 14     | 28     | 30     | 30     | 30     | EL     | 295              | 261             | 31º        |
| Stephanie Devaux-Lovell | Laser Radial femminile | 14     | 36     | 34     | 5      | 35     | 27     | 45 BFD | 38     | 11     | 16     | EL     | 261              | 216             | 28ª        |